# Медаль Чарлза Гарда Таунса
Меда́ль Ча́рлза Га́рда Та́унса (англ. Charles Hard Townes Medal) — нагорода від Оптичного товариства (OSA). Вручається щороку за видатні досягнення в галузі квантової електроніки. Названа на честь лауреата Нобелівської премії з фізики Чарлза Гарда Таунса (1915—2015).
Нагороду засновано у 1980 році, нагородження проводиться з 1981 року. Спонсорами нагороди є Bell Laboratories, Hewlett-Packard, Фундація Перкіна (англ. The Perkin Fund), а також учні та колеги Чарлза Таунса.
Серед нагороджених цією медаллю є п'ять лауреатів Нобелівської премії.

## Лауреати
| Рік  | Лауреат                                     | Обґрунтування нагороди |
| ---- | ------------------------------------------- | --- |
| 1981 | Джеймс Гордон                               | За їхній внесок в успішну роботу аміачного мазера першого приладу квантової електроніки, Оригінальний текст (англ.) [«For his contributions to the successful operations of the first quantum-electronics device, the ammonia maser»] Помилка: [undefined] Помилка: {{Lang}}: немає тексту (допомога): не вказано код мови (допомога) |
| 1981 | Герберт Цайґер                              | За їхній внесок в успішну роботу аміачного мазера першого приладу квантової електроніки, Оригінальний текст (англ.) [«For his contributions to the successful operations of the first quantum-electronics device, the ammonia maser»] Помилка: [undefined] Помилка: {{Lang}}: немає тексту (допомога): не вказано код мови (допомога) |
| 1982 | Кумар Пател                                 | За його піонерський внесок у квантову електроніку, включаючи відкриття багатьох газоподібних лазерних систем, зокрема CO2-лазера; його винахід і розробку спін-фліп лазера Рамана; його дослідження з високою роздільною здатністю з метою виявлення забруднень в атмосфері; і його внесок в акустооптичні методи вимірювання малого оптичного поглинання Оригінальний текст (англ.) [«For his pioneering contributions to quantum electronics, including the discovery of many gaseous laser systems, particularly to the CO2 laser; his invention and development of the spin-flip Raman laser; his high-resolution studies for pollution detection in the atmosphere; and his contributions to acousto-optic techniques for measuring small optical absorptions»] Помилка: [undefined] Помилка: {{Lang}}: немає тексту (допомога): не вказано код мови (допомога) |
| 1983 | Роберт Гелварт                              | За винахід лазера з модуляцією добротності, внесок у створення раманівського лазера та пояснення явищ вимушеного розсіювання, а також теорію оптичного зворотного хвильового фронту Оригінальний текст (англ.) [«For his invention of the Q-switched laser, codiscovery of the Raman laser and explanation of stimulated scattering phenomena, and the theory of optical phase conjugation»] Помилка: [undefined] Помилка: {{Lang}}: немає тексту (допомога): не вказано код мови (допомога) |
| 1984 | Веніамін Чеботаєв                           | На знак визнання незалежних новаторських зусиль і постійного внеску в галузі лазерної метрології, спектроскопії надвисокої роздільної здатності та надстабільних лазерних джерел Оригінальний текст (англ.) [«In recognition of independent pioneering efforts and continuing contributions in the field of laser metrology, ultrahigh resolution spectroscopy, and ultrastable laser sources»] Помилка: [undefined] Помилка: {{Lang}}: немає тексту (допомога): не вказано код мови (допомога) |
| 1984 | Джон Голл                                   | На знак визнання незалежних новаторських зусиль і постійного внеску в галузі лазерної метрології, спектроскопії надвисокої роздільної здатності та надстабільних лазерних джерел Оригінальний текст (англ.) [«In recognition of independent pioneering efforts and continuing contributions in the field of laser metrology, ultrahigh resolution spectroscopy, and ultrastable laser sources»] Помилка: [undefined] Помилка: {{Lang}}: немає тексту (допомога): не вказано код мови (допомога) |
| 1985 | Стівен Ернест Гарріс                        | За внесок у розробку методів генерування ультрафіолетового та м'якого рентгенівського випромінювання Оригінальний текст (англ.) [«For his contributions to the development of techniques for the generation of extreme ultraviolet and soft x-ray radiation»] Помилка: [undefined] Помилка: {{Lang}}: немає тексту (допомога): не вказано код мови (допомога) |
| 1986 | Юен Рон Шен                                 | За його новаторський і постійний внесок у галузь нелінійної оптики Оригінальний текст (англ.) [«For his pioneering and continuing contributions to the field of nonlinear optics»] Помилка: [undefined] Помилка: {{Lang}}: немає тексту (допомога): не вказано код мови (допомога) |
| 1987 | Герман Гауз                                 | За його аналіз лазерного шуму, розробку напівпровідникового лазера з синхронізацією мод і внесок у наше розуміння нелінійних хвилеводних взаємодій Оригінальний текст (англ.) [«For his analysis of laser noise, the development of the mode-locked semiconductor laser, and contributions to our understanding of nonlinear waveguide interactions»] Помилка: [undefined] Помилка: {{Lang}}: немає тексту (допомога): не вказано код мови (допомога) |
| 1988 | Артур Ешкін                                 | За оригінальну, творчу, експериментальну та теоретичну роботу, яка започаткувала дослідження тиску лазерного випромінювання, і за постійні виняткові досягнення Оригінальний текст (англ.) [«For original, creative, experimental, and theoretical work that initiated the study of laser radiation pressure and for continuing exceptional contributions»] Помилка: [undefined] Помилка: {{Lang}}: немає тексту (допомога): не вказано код мови (допомога) |
| 1989 | Деніел Джозеф Бредлі                        | За його новаторський внесок у галузі нелінійної оптики, фізики лазерів на барвниках, а також генерування та виявлення ультракоротких світлових імпульсів Оригінальний текст (англ.) [«For his pioneering contributions to the fields of nonlinear optics, the physics of dye lasers, and the generation and detection of ultrashort light pulses»] Помилка: [undefined] Помилка: {{Lang}}: немає тексту (допомога): не вказано код мови (допомога) |
| 1990 | Герберт Вальтер                             | За фундаментальний внесок у квантову електроніку атомів і молекул Оригінальний текст (англ.) [«For his fundamental contributions to the quantum electronics of atoms and molecules»] Помилка: [undefined] Помилка: {{Lang}}: немає тексту (допомога): не вказано код мови (допомога) |
| 1991 | Еліас Сніцер                                | За його піонерський внесок у твердотільні лазери та волоконну оптику, зокрема лазери на неодимовому та ербієвому склі, перший волоконно-оптичний лазер, а також за інноваційний внесок у волоконно-оптичні підсилювачі та волоконно-оптичні лазери Оригінальний текст (англ.) [«For his pioneering contributions to solid state lasers and fiber optics, in particular, neodymium-glass and erbium-glass lasers, the first fiber optic laser, and for innovative contributions to fiber optic amplifiers and fiber optic lasers»] Помилка: [undefined] Помилка: {{Lang}}: немає тексту (допомога): не вказано код мови (допомога) |
| 1992 | Нік Голоняк                                 | За його кар'єру в квантовій електроніці, зокрема його внесок у напівпровідникові джерела випромінювання світла Оригінальний текст (англ.) [«For his career in quantum electronics, particularly his contributions to semiconducting, light-emitting sources»] Помилка: [undefined] Помилка: {{Lang}}: немає тексту (допомога): не вказано код мови (допомога) |
| 1993 | Клод Коен-Таннуджі                          | За внесок у оптичне накачування та розробку методу «одягненого» у фотони атома для опису електромагнітної взаємодії з речовиною Оригінальний текст (англ.) [«For his contributions to optical pumping and his development of the dressed atom method for describing electromagnetic interactions with matter»] Помилка: [undefined] Помилка: {{Lang}}: немає тексту (допомога): не вказано код мови (допомога) |
| 1994 | Джозеф Еберлі                               | За його внесок у теоретичну оптичну фізику, зокрема, його роботи з когерентного поширення імпульсу та надвипромінювання, теорії атомного випромінювання, квантової електродинаміки порожнини та явищ багатофотонного інтенсивного поля Оригінальний текст (англ.) [«For his contributions to theoretical optical physics, in particular, his work on coherent pulse propagation and superra-diance, atomic radiation theory, cavity quantum electrodynamics, and multiphoton intense field phenomena»] Помилка: [undefined] Помилка: {{Lang}}: немає тексту (допомога): не вказано код мови (допомога) |
| 1995 | Іван Камінов                                | За видатне лідерство і внесок у галузь квантової електроніки за останні 40 років, включно з новаторським винаходом та розробленням хвилеводів з LiNbO3 дифундованим у титані, а також революційні інновації в електрооптичних модуляторах Оригінальний текст (англ.) [«For outstanding leadership and contributions to the field of quantum electronics over the past 40 years, which include pioneering the invention and development of titanium-diffused LiNbO3 waveguides and revolutionary innovations in electro-optic modulators»] Помилка: [undefined] Помилка: {{Lang}}: немає тексту (допомога): не вказано код мови (допомога) |
| 1996 | Чунг Лян Тан                                | За фундаментальні та новаторські досягнення в галузі нелінійної оптики та лазерної фізики Оригінальний текст (англ.) [«For seminal and pioneering advances in the field of nonlinear optics and laser physics»] Помилка: [undefined] Помилка: {{Lang}}: немає тексту (допомога): не вказано код мови (допомога) |
| 1997 | Лінн Молленауер                             | За розробку надшвидкої оптики з довжиною хвилі 1,5 мкм, демонстрацію поширення оптичних солітонів у волокнах та розробку інноваційних солітонних систем, які встановили рекорди з передачі даних з високою пропускною спроможністю без повторювачів Оригінальний текст (англ.) [«For pioneering ultrafast optics in the 1.5 μm wavelength regime, demonstrating optical soliton propagation in fibers, and developing innovative soliton systems that have set records for high-capacity repeaterless data transmission»] Помилка: [undefined] Помилка: {{Lang}}: немає тексту (допомога): не вказано код мови (допомога) |
| 1998 | Марлан Скаллі                               | За його роль у закладенні теоретичних основ лазерної науки, лазерів на вільних електронах і лазерів без інверсії Оригінальний текст (англ.) [«For his role in laying the theoretical foundation for laser science, free-electron lasers, and lasers without inversion»] Помилка: [undefined] Помилка: {{Lang}}: немає тексту (допомога): не вказано код мови (допомога) |
| 1999 | Чарлз Генрі                                 | За фундаментальний внесок у розуміння оптичних властивостей квантових ям, напівпровідникових лазерів і передових фотонних технологій Оригінальний текст (англ.) [«For fundamental contributions to the understanding of the optical properties of quantum wells, semiconductor lasers, and advanced photonic technologies»] Помилка: [undefined] Помилка: {{Lang}}: немає тексту (допомога): не вказано код мови (допомога) |
| 2000 | Річард Джордж Брюер                         | За його видатний внесок у квантову оптику, що характеризується оригінальністю та різноманітністю, включаючи взаємодію теорії та елегантних експериментів з метою з'ясування фундаментальних проблем когерентних оптичних перехідних процесів, з використанням атомів, молекул, твердих тіл та захоплених іонів Оригінальний текст (англ.) [«For his outstanding contributions to quantum optics, characterized by originality and diversity, involving the interplay of theory and elegant experiments to elucidate fundamental problems of coherent optical transients, using atoms, molecules, solids and trapped ions»] Помилка: [undefined] Помилка: {{Lang}}: немає тексту (допомога): не вказано код мови (допомога) |
| 2001 | Еміанд Девід Букінгем                       | За численні теоретичні та експериментальні внески в електрооптику та магнітооптику, включно з винайденням і застосуванням прямого методу вимірювання молекулярних електричних квадрупольних моментів Оригінальний текст (англ.) [«For many theoretical and experimental contributions to electro-optics and magneto-optics, including the invention and application of a direct method for measuring molecular electric quadruple moments»] Помилка: [undefined] Помилка: {{Lang}}: немає тексту (допомога): не вказано код мови (допомога) |
| 2002 | Чарлз Шенк                                  | За розробку надкоротких лазерів діапазону від ближнього інфрачервоного до рентгенівського випромінювання та їх застосування до проблем конденсованого середовища в хімії, фізиці та біології Оригінальний текст (англ.) [«For the development of ultra short lasers from the near-infrared to x-rays, and their application to condensed-matter problems in chemistry, physics, and biology»] Помилка: [undefined] Помилка: {{Lang}}: немає тексту (допомога): не вказано код мови (допомога) |
| 2003 | Девід Ганна                                 | За фундаментальний внесок у розробку когерентних джерел світла та лідерство у світовій оптичній спільноті Оригінальний текст (англ.) [«For seminal contributions to the development of coherent light sources and for leadership within the worldwide optics community»] Помилка: [undefined] Помилка: {{Lang}}: немає тексту (допомога): не вказано код мови (допомога) |
| 2004 | Еріх Іппен                                  | За його численні видатні, новаторські та постійні внески у надшвидку науку і технологію та фундаментальну нелінійну оптику Оригінальний текст (англ.) [«For his many outstanding, pioneering and sustained contributions to ultrafast science and technology, and fundamental nonlinear optics»] Помилка: [undefined] Помилка: {{Lang}}: немає тексту (допомога): не вказано код мови (допомога) |
| 2005 | Пол Коркум                                  | За ключовий внесок у розуміння фізики атомів і молекул в інтенсивних лазерних полях і застосування цих ідей до надшвидких методів вимірювання Оригінальний текст (англ.) [«For key contributions to the understanding of the physics of atoms and molecules in intense laser fields and the application of these ideas to ultra-fast measurement techniques»] Помилка: [undefined] Помилка: {{Lang}}: немає тексту (допомога): не вказано код мови (допомога) |
| 2006 | Ораціо Свельто                              | За новаторську роботу над ультракороткими лазерними імпульсами та твердотільними лазерами, а також за винахід порожнистоволоконного компресора, що веде до прогресу в екстремальній нелінійній оптиці та атосекундній науці Оригінальний текст (англ.) [«For pioneering work on ultrashort laser pulses and solid state lasers, and for the invention of the hollow-fiber compressor, leading to advances in extreme nonlinear optics and attosecond science»] Помилка: [undefined] Помилка: {{Lang}}: немає тексту (допомога): не вказано код мови (допомога) |
| 2007 | Серж Арош                                   | За новаторські експерименти в галузі квантової електродинаміки порожнин, починаючи зі спостереження надвипромінювання, що призвело до створення двофотонного мазера, неруйнівних вимірювань фотонів та декогеренції котів Шредінгера Оригінальний текст (англ.) [«For pioneering experiments in cavity quantum electrodynamics, starting with the observation of superradiance, leading to the twophoton maser, non-destructive measurements of photons, and decoherence of Schrödinger cats»] Помилка: [undefined] Помилка: {{Lang}}: немає тексту (допомога): не вказано код мови (допомога) |
| 2008 | Роберт Альфано                              | За внесок у відкриття й дослідження генерації суперконтинууму та розробку регульованих твердотільних лазерів на основі чотиривалентного хрому Оригінальний текст (англ.) [«For contributions to the discovery and investigation of supercontinuum generation and the development of tetravalent chromium-based tunable solid state lasers»] Помилка: [undefined] Помилка: {{Lang}}: немає тексту (допомога): не вказано код мови (допомога) |
| 2009 | Жерар Муру                                  | За новаторські застосування високоінтенсивних лазерів для прецизійної мікрообробки, хірургії очей та релятивістської взаємодії світла й матерії Оригінальний текст (англ.) [«For ground-breaking applications of high-intensity lasers to precision micromachining, eye surgery and relativistic light-matter interactions»] Помилка: [undefined] Помилка: {{Lang}}: немає тексту (допомога): не вказано код мови (допомога) |
| 2010 | Атач Імамоглу                               | За його фундаментальний внесок у електромагнітно індуковану прозорість і новаторську роботу з квантової обробки інформації за допомогою квантових точок Оригінальний текст (англ.) [«For his seminal contribution to electromagnetically induced transparency and pioneering work on quantum information processing with quantum dots»] Помилка: [undefined] Помилка: {{Lang}}: немає тексту (допомога): не вказано код мови (допомога) |
| 2011 | Вілсон Сіббетт                              | За новаторські прориви в науці та технології ультракоротких оптичних імпульсів, включаючи генерування, вимірювання та розробку практичних джерел для застосування у фотофізиці, фотохімії, фотомедицині, інженерії та зв'язку Оригінальний текст (англ.) [«For pioneering breakthroughs in the science and technology of ultrashort optical pulses including generation, measurement and the development of practical sources for applications in photophysics, photochemistry, photomedicine, engineering and communications»] Помилка: [undefined] Помилка: {{Lang}}: немає тексту (допомога): не вказано код мови (допомога) |
| 2012 | Філіпп Гранжіє                              | За прорив у фундаментальній квантовій оптиці, який ґрунтується на винайденні та/або розробці експериментальних методів і технік, що ведуть до новаторських застосувань у квантовій інформатиці Оригінальний текст (англ.) [«For breakthroughs in fundamental quantum optics, based on invention and/or development of experimental methods and techniques, and leading to groundbreaking applications in quantum information»] Помилка: [undefined] Помилка: {{Lang}}: немає тексту (допомога): не вказано код мови (допомога) |
| 2013 | Гюнтер Губер                                | За основоположний внесок у твердотільні лазери, зокрема зростання, розробку та вивчення базових характеристик нових лазерних матеріалів на основі лазерно активних перехідних металів та рідкісноземельних іонів Оригінальний текст (англ.) [«For seminal contributions to solid state lasers, in particular the growth, development, and fundamental characterization of new laser materials based on laser active transition metal and rare earth ions»] Помилка: [undefined] Помилка: {{Lang}}: немає тексту (допомога): не вказано код мови (допомога) |
| 2014 | Масатака Накадзава                          | За фундаментальний внесок у науку та застосування надшвидкої оптики та надстабільних вузьколінійних лазерів Оригінальний текст (англ.) [«For seminal contributions to the science and applications of ultrafast optics and ultrastable narrow-linewidth lasers»] Помилка: [undefined] Помилка: {{Lang}}: немає тексту (допомога): не вказано код мови (допомога) |
| 2015 | Урсула Келлер                               | За основоположний внесок у галузі октавних лазерів, технології частотної гребінки та надшвидких напівпровідникових дискових лазерів із високою частотою повторення Оригінальний текст (англ.) [«For seminal contributions in the fields of octave-spanning lasers, frequency comb technology, and high repetition-rate ultrafast semiconductor disc lasers»] Помилка: [undefined] Помилка: {{Lang}}: немає тексту (допомога): не вказано код мови (допомога) |
| 2016 | Роберт Бойд                                 | За фундаментальний внесок у галузь нелінійної оптики, включаючи розробку методів керування швидкістю світла, методів квантової візуалізації та композитних нелінійних оптичних матеріалів Оригінальний текст (англ.) [«For fundamental contributions to the field of nonlinear optics, including the development of methods for controlling the velocity of light, of quantum imaging methods, and of composite nonlinear optical materials»] Помилка: [undefined] Помилка: {{Lang}}: немає тексту (допомога): не вказано код мови (допомога) |
| 2017 | Адольф Гізен                                | За новаторський прорив у галузі твердотільних лазерів завдяки винаходу та фундаментальний внесок у лазери на тонких дисках Оригінальний текст (англ.) [«For pioneering breakthroughs in the field of solid-state lasers by the invention of and fundamental contributions to thin disk lasers»] Помилка: [undefined] Помилка: {{Lang}}: немає тексту (допомога): не вказано код мови (допомога) |
| 2018 | Пітер Фрітшел                               | За досягнення у квантово-обмежених прецизійних вимірюваннях у вдосконалених детекторах LIGO, що призвели до першого прямого виявлення гравітаційних хвиль Оригінальний текст (англ.) [«For advances in quantum-limited precision measurement in the Advanced LIGO detectors, leading to the first direct detection of gravitational waves»] Помилка: [undefined] Помилка: {{Lang}}: немає тексту (допомога): не вказано код мови (допомога) |
| 2019 | Александер Гаета                            | За основоположний внесок у нелінійну фотоніку на основі мікросхем, нелінійну оптику у фотонних кристалічних волокнах і нелінійне поширення ультракоротких лазерних імпульсів Оригінальний текст (англ.) [«For seminal contributions to chip-based nonlinear photonics, nonlinear optics in photonic crystal fibers, and nonlinear propagation of ultrashort laser pulses»] Помилка: [undefined] Помилка: {{Lang}}: немає тексту (допомога): не вказано код мови (допомога) |
| 2020 | Тошікі Таджіма                              | За основоположний внесок у широку та нову фізику плазми та фізику лазерних прискорювачів, представлення концепції лазерного вейкпольного прискорення Оригінальний текст (англ.) [«For seminal contributions in broad and novel plasma physics and laser-based accelerator physics, introducing the concept of Laser Wakefield Acceleration»] Помилка: [undefined] Помилка: {{Lang}}: немає тексту (допомога): не вказано код мови (допомога) |
| 2021 | Михайло Лукін                               | За новаторський теоретичний та експериментальний внесок у квантову нелінійну оптику та квантову інформаційну науку і технології, а також за розробку та застосування нанорозмірних квантових систем для сенсорики Оригінальний текст (англ.) [«For pioneering theoretical and experimental contributions to quantum nonlinear optics and quantum information science and technology, and for the development and application of nanoscale quantum systems for sensing»] Помилка: [undefined] Помилка: {{Lang}}: немає тексту (допомога): не вказано код мови (допомога) |
| 2022 | Гіріш Саран Агарвал                         | За відкриття в теоретичній квантовій оптиці, особливо в галузі когерентності, індукованої вакуумом, когерентних станів з додаванням фотонів, некласичних «котячих» станів для кубітів за допомогою спроектованих багаточасткових взаємодій та забезпечення прозорості в оптико-механічних системах Оригінальний текст (англ.) [«For discoveries in theoretical quantum optics especially vacuum-induced coherences, photon-added coherent states, nonclassical cat states for qubits via engineered many-body interactions, and transparency in optomechanical systems»] Помилка: [undefined] Помилка: {{Lang}}: немає тексту (допомога): не вказано код мови (допомога) |
| 2023 | Ендрю Вайнер                                | За новаторську роботу, спрямовану на перенесення оптичних частотних гребінок у квантовий світ і розробку інноваційних програм, що охоплюють декілька областей, включаючи когерентне керування, генерування та порядкове маніпулювання частотними гребінками та ультраширокосмугову радіочастотну фотоніку Оригінальний текст (англ.) [«For ground-breaking work bringing optical frequency combs to the quantum world and developing innovative applications spanning several fields, including coherent control, generation and line-by-line manipulation of frequency combs, and ultrabroadband radio-frequency photonics»] Помилка: [undefined] Помилка: {{Lang}}: немає тексту (допомога): не вказано код мови (допомога) |
| 2024 | Франко Норі (англ. Franco Nori)             | За його фундаментальний внесок у квантову оптику, квантову обробку інформації та квантові схеми, а також за розробку ключових квантових програмних інструментів Оригінальний текст (англ.) [«For his many fundamental contributions to quantum optics, quantum information processing and quantum circuits, and for the development of key quantum software tools»] Помилка: [undefined] Помилка: {{Lang}}: немає тексту (допомога): не вказано код мови (допомога) |
| 2025 | Керрі Джон Вахала (англ. Kerry John Vahala) | За новаторський внесок у розробку та застосування оптичних мікрорезонаторів і нелінійних оптичних осциляторів Оригінальний текст (англ.) [«For pioneering contributions to the development and application of optical microresonators and nonlinear optical oscillators»] Помилка: [undefined] Помилка: {{Lang}}: немає тексту (допомога): не вказано код мови (допомога) |